# Shakuhachi
Een shakuhachi (尺八 [ˈʃakʊˌhatʃi]) is een Japanse fluit die recht wordt bespeeld zoals een blokfluit. De naam shakuhachi betekent letterlijk "voet acht" en geeft de lengte van de fluit in voet aan: ± 55 cm.  Hij wordt traditioneel vervaardigd van bamboe, maar er bestaan nu ook versies van hout en plastic. De shakuhachi werd bespeeld door de monniken van de Fuke-sekte in het zenboeddhisme, tijdens het praktiseren van suizen (blaas-meditatie). De volle klank maakte de shakuhachi in de jaren 80 populair in de westerse popmuziek. In tegenstelling tot een blokfluit ontbreekt het 'blok' en de luchtstroom die het geluid moet veroorzaken wordt door de bespeler op het labium gericht, waardoor de bespeler meer controle heeft over de klankkleur van de fluit.

## Overzicht
De naam shakuhachi betekent "voet acht" en slaat op de standaardlengte van de fluit: 1,8 voet.
- shaku (尺) betekent "voet" en is gelijk aan 30,3 centimeter;
- hachi (八) betekent "acht", in dit geval acht sun ofwel acht tiende van een shaku.

Gebruikelijke shakuhachi variëren in lengte van ongeveer 1,3 shaku tot 3,3 shaku (hoe langer de shakuhachi, des te lager is de toon). Hoewel de lengte kan afwijken van de standaard, men blijft het instrument steevast "shakuhachi" noemen.

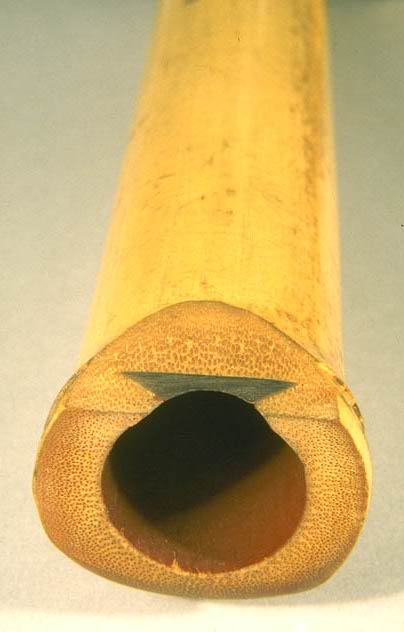
De blaaskant, ofwel utaguchi (歌口) van de shakuhachi

## Geschiedenis
De bamboefluit kwam voor het eerst in Japan van China via Korea. De shakuhachi wijkt echter nogal af van zijn continentale voorlopers, als resultaat van eeuwenlange geïsoleerde evolutie in Japan.
Gedurende de middeleeuwen werd de shakuhachi nog het meest gebruikt door monniken van de Fuke Zen-sekte, bekend als de komusō ("priesters van het niets"), die het hanteerden als een spiritueel instrument. Hun muziek, koten honkyoku genaamd, wordt bepaald door de manier en snelheid van blazen van de bespeler. Voor hen was dit een vorm van meditatie (suizen).